# Mina herrar
Mina herrar är ett samlingsalbum av den sverigefinlandssvenske vissångaren Dan Berglund, utgivet på CD av MRN 1999. Albumet innehåller endast låtar från Berglunds första och tredje album.

## Låtlista
1. "Johan och Johanna" - 2:45
2. "En yngling" - 8:45
3. "Everts sista arbetsdag" - 3:07
4. "Anderssons kärring" - 3:50
5. "Mina herrar som räknar profiter" - 3:39
6. "Bullen hade firat" - 5:40
7. "De mördades fria republik" - 4:24
8. "Våren i Backadalen" - 4:06
9. "Till vår barndom" - 3:00
10. "Ombudsmannen" - 2:41
11. "Ballad om en svensk polis" - 3:55
12. "Visa i skymningstid" - 4:00
13. "En visa om vårt bristande samhällsansvar" - 2:03
14. "Ballad vid minnet av en kamrat" - 4:28
15. "En örgryteyngling" - 5:45
16. "Ballad om aftonen" - 3:06
17. "Kampens väg" - 5:11

### Fotnoter
1. ↑  ”Dan Berglund”. Svensk mediedatabas. http://smdb.kb.se/catalog/search?q=dan+berglund&sort=OLDEST. Läst 25 januari 2013.